# Diana Ossana
Diana Ossana (ur. 24 sierpnia 1949 w Saint Louis) – amerykańska scenarzystka i producentka filmowa i telewizyjna. Za scenariusz do filmu Tajemnica Brokeback Mountain (2005) Anga Lee, który napisała wspólnie z Larrym McMurtrym, została uhonorowana Oscarem i nagrodą BAFTA.

## Filmografia

### Scenarzystka i producentka

#### Filmy fabularne
- 2002: Wojna w Johnson County (Johnson County War) - telewizyjny
- 2005: Tajemnica Brokeback Mountain (Brokeback Mountain)

#### Seriale TV
- 1995: Ulice Laredo (Streets of Laredo)
- 1996: Szlak trupów (Dead Man's Walk)
- 2008: Czas Komanczów (Comanche Moon)